# Santa Fe Tepetlapa
Santa Fe Tepetlapa es una localidad del estado mexicano de Guerrero. Es parte del municipio de Buenavista de Cuéllar.

## Toponimia
El nombre «Tepetlapa» proviene de los términos en náhuatl: tepetlatl, tepetate; pan, sobre. Su significado es «sobre el tepetate».

## Demografía
| Gráfica de evolución demográfica |
|                                  |

| Censo | Población |
| ----- | --------- |
| 1950  | 654       |
| 1960  | 1 024     |
| 1970  | 1 066     |
| 1980  | 1 132     |
| 1990  | 1 321     |
| 2000  | 1 386     |
| 2010  | 1 510     |
| 2020  | 1 534     |